# Алєксєєв Олександр Миколайович
Олександр Миколайович Алєксєєв (нар. 3 липня 1956, с. Кам'янка, Тербунський район, Липецька область, РРФСР) — радянський футболіст російського походження та український тренер, виступав на позиції нападника.

## Життєпис
Народився в Липецькій області, проте в дитинстві разом з батьками переїхав на Луганщину. Розпочав займатися футболом у ДЮСШ міста Свердловська під керівництвом тренерів Геннадія Бровкіна та Миколи Крамаренко. Пізніше навчався у Ворошиловградському спортінтернаті, а в 1973 році потрапив до складу місцевої «Зорі», яка роком раніше стала чемпіоном СРСР. Провівши 2 роки в дублюючому складі команди, в 1975 році прийняв пропозицію Олексія Расторгуєва та перейшов у кіровоградську «Зірку». У новому клубі практично відразу став гравцем основи, у дебютному для себе сезоні відзначився 6 голами. У тому ж році разом з командою став володарем Кубка УРСР, провів у цьому турнірі 8 матчів та відзначився 3 голами. У складі кіровоградської команди виступав до 1983 року, зіграв понад 300 матчів і забив понад 60 голів, двічі ставав найкращим бомбардиром команди. У 1984 році провів сезон у дніпродзержинському «Металурзі», після чого завершив виступи на професіональному рівні. Надалі грав за аматорські команди. З 1985 по 1987 рік виступав за «Радист», а потім — за «Червону Зірку» (обидва — Кіровоград). У 1995 році захищав кольори «Локомотиву» (Знам'янка). Потім перейшов у «Геркулес» (Новоукраїнка). Також виступав за футзальний «Буревісник-Ельбрус» з Кіровограда.
Під час виступів закінчив факультет фізвиховання Кіровоградського педінституту, а згодом — вищу школу тренерів у Києві. У 1994 році розпочав тренерську кар'єру на посаді асистента головного тренера фарм-клубу «Зірки» — знам'янського «Локомотива», який виступав на аматорському рівні. У 2002-2004 роках працював у тренерському штабі кіровоградської «Зірки», на посаді помічника Юрія Коваля. У липні 2004 року, після звільнення Юрія Коваля, виконував обов'язки головного тренера команди. Також тренував декілька інших українських клубів. З 2007 року — тренер у кіровоградській ДЮСШ-2.

## Стиль гри
Володів високою швидкістю та вмілим дриблінгом. Був здатний втекти, подати, прострелити, завершити комбінацію партнерів, проте через низький зріст боротися на «другому поверсі» було проблематично. За словами самого Алєксєєва, 85 % голів забив з передач Юрія Касьонкіна.

## Досягнення
- Кубок УРСР
  -  Володар (1): 1975